# سيد سميث (موسيقي)
سيد سميث (بالإنجليزية: Sid Smith)‏ هو موسيقي بريطاني، ولد في 28 ديسمبر 1957.

## وصلات خارجية
- سيد سميث على موقع ميوزك برينز (الإنجليزية)
- سيد سميث على موقع أول ميوزيك (الإنجليزية)
- سيد سميث على موقع ديسكوغز (الإنجليزية)